# 올빼미의 성
올빼미의 성(梟の城)은 시바 료타로의 소설이다. 1958년 4월부터, 1959년 2월까지 종교전문지 「중외일보(中外日報)」에 연재되었고, 단행본은 1959년에 고단샤에서 발행하였다. 1960년에 제 42회 나오키 상을 수상했다. 1974년에 신쵸문고에서 1987년에는 슌요문고에서 문고화하였다. 시바 료타로 전집에서는 제 일권에 『가미가타 무사도(上方武士道)』와 함께 수록되어 있다.

## 개요
첫 발표했을 당시의 제목은 『올빼미가 있는 교토성 (梟のいる都城)』으로 교토의 암약(暗躍)한 어둠 속에서 살아가는 닌자의 야행성을 단독생활을 하는 올빼미에 비유하고 있다. 이 제목이 작품의 내용과 맞다는 지적도 있지만, 어감이 안 좋았는지 단행본으로 제작될 때에는 현재의 제목으로 바뀌었다.
신문기자였던 시바가 역사소설가가 되는 계기가 된 작품으로 이후에도 많은 닌자 소설을 썼다. 조직이라는 틀에서 살아가는, 도요토미 히데요시의 암살을 노리는 쓰즈라 주조(葛籠重蔵)와 이가를 버리고 무사로 출세하려고 하는 가자마 고헤이(風間五平) 두 사람이 살아가는 방식을 그리고 있다. 또한, 도쿠가와 이에야스나 핫토리 한조, 이시카와 고에몬등 실제 인물을 위화감이 들지 않게 등장시키고 있다. 닌자끼리의 액션신의 묘사가 평가되어 1963년, 1999년 두번 영화화, 1960에 드라마화되었다. 또, 1973년에 시바의 작품인 『나라 훔친 이야기』가 NHK대하드라마에서 방영되었을 당시, 원작의 일부로 사용되었다.

## 줄거리
오다 노부나가가 이가를 공격한, 이가의 난으로부터 10년 후, 이가 닌자 쓰즈라 주조는 운둔생활을 보내고 있다. 노부나가는 벌써 이 세상 사람이 아니었기 때문에 복수를 할 수 없게되어, 살아갈 희망을 잃었지만 과거 스승인 지로자에몬(次郎左衛門)으로부터 태합(太閤)히데요시의 암살을 의뢰받는다. 닌자로서의 생애를 화려하게 끝내기로 생각한 주조는 히데요시 암살 의뢰를 수락한다.
사카이의 거상, 이마이 소큐에게 향하던 도중 고하기(小萩)라고 하는 소큐의 양녀가 나타나, 두 사람은 관계를 맺고 몰래 사랑을 나누는 사이가 된다. 하지만 그녀는 주조를 감시하는 역할을 맡은 여자 닌자였다. 주조는 기사루(木さる), 구로아미(黒阿弥)와 같이 이가를 배신한 가자마 고헤이와 대결하고, 히데요시가 거성 후시미성에 잠입한다.

## 영화

### 닌자비첩 올빼미의 성
1963년 공개. 배급은 도에이. 감독은 구도 에이이치
캐스팅
- 쓰즈라 주조 : 오토모 류타로
- 가자마 고헤이 : 오키 미노루
- 고하기 : 다카치호 히즈루
- 기사루 :혼마 치요코
- 마리 도겐 : 도가미 죠타로
- 지로자에몬 :하라 겐사쿠
- 구로아미 : 고우노 아키타케
- 도요토미 히데요시 : 오다 마사오
- 마에다 겐이 :스가 간타로
- 이마이 소큐 : 미시마 마사오

### 올빼미의 성 owl's castle
1999년 공개. 배급은 도호. 감독인 시노다 마사히로는 1996년에 사망한 원작가 시바 료타로와 친분이 있어, 1964년에는 시바의 작품 『막말』을 영화화 한 적이 있다. SFX를 사용한 미니어처와 실제 영상의 디지털 합성이 특징으로, 사카이의 길거리나, 주라쿠 다이등, 아즈치 모모야마 문화의 재현을 시도했다. 이 같은 수법은 2003년 공개된 『스파이 조르게』에도 사용되었다.
- 감독 : 시노다 마사히로
- 쓰즈라 주조 : 나카이 기이치
- 가자마 고헤이 : 가미카와 다카야
- 고하기 : 쓰루타 마유
- 기사루 : 하즈키 리오나
- 마리 도겐 : 나가사와 도시야
- 지로자에몬 : 야마모토 가쿠
- 구로아베 :히노 쇼헤이
- 도요토미 히데요시 : 마코 이와마쓰
- 핫토리 한조 : 네즈 진파치
- 마에다 겐이 : 쓰무라 다카시
- 이마이 소큐 : 오자와 쇼이치
- 도쿠가와 이에야스 : 나카오 아키라
- 이시다 미쓰나리 : 하나다 기킨노스케

## 드라마
1960년 4월 4일부터 4월 18일까지, 미쓰비시 다이아몬드 극장 『나오키상 시리즈』에서 방송되었다.
- 쓰즈라 주조 :도미타 고타로
- 이시카와 고에몬(가자마 고헤이) : 난바라 고우지